# アクセス (山梨県の企業)
株式会社アクセス（ACCESS Co.,LTD.）は、山梨県甲府市に本社をおく企業である。主な事業として電動バイク、電動トライク、電動ミニカー、電動シニアカーの製造販売、電気自動車、電動トライク、電動ミニカーの輸入販売等を行っている。

## 沿革
- 2001年5月1日 - 設立[2]
- 2019年６月 - 事業をランブラス・キャピタル株式会社に継承させ、同社が「シェアード・モビリティ・ネットワークス(株)」を設立する[3]。
- 2025年2月4日 - 破産手続き開始。負債額は約2.7億円であった。

破産理由は次の通り。「同社は電動 バイクの卸会社、パーツを中国から輸入し、本社工場で組立、親会社に卸していた。パーツに不良品が発生、同社は販売停止に追い込まれ、不良在庫を抱え、資金繰りにも窮するようになり、今回の事態に至った。」

## 製品
電動バイク
- スニーク
- スニーク77
- スニーク77Ⅱ
- スウィーツ・N
- スウィーツ・NⅡ
- スウィーツL
- スウィーツSXL
- エコ
- ラングL
- ラングST
- ラングSXL
- キュートmL
- ラングEX
- AC-ZRX
- AC-Cruise
- スーパーワーク
- デリワーク
- CVTワークW

電動シニアカー
- パセリ
- パセリ2
- パセリミニ

電動トライク
- とことこAce
- とことこNavi
- とことこWalk

電動ミニカー
- ミニAce
- シルド
- シルドLX4W
- シルドSX4W
- シルドEX
- シルドEXV